# Brevicornu flavum
Brevicornu flavum är en tvåvingeart som beskrevs av Marshall 1896. Brevicornu flavum ingår i släktet Brevicornu och familjen svampmyggor. Inga underarter finns listade i Catalogue of Life.